# Grzegorz Gajewski
Grzegorz Gajewski (Skierniewice, 19 luglio 1985) è uno scacchista polacco, Grande maestro.
Nel 2011 ha vinto il torneo open di Cappelle-la-Grande.
Ha vinto nel 2015 Campionato polacco, evento nel quale è anche giunto secondo nel 2014, alle spalle di Radosław Wojtaszek.
Nel 2016 è giunto 1º nel Najdorf Memorial, il torneo dedicato alla memoria del Grande Maestro Miguel Najdorf.
Con la nazionale ha partecipato alle Olimpiadi degli scacchi di Dresda 2008 e Tromsø 2014, realizzando il 60,5% dei punti.
È uno dei secondi di Viswanathan Anand, impegno assunto anche in occasione del Campionato del mondo del 2014 contro Magnus Carlsen.
Come teorico delle aperture è noto per aver introdotto, in un torneo del 2007 a Pardubice, il gambetto 10. ...d5!? (anziché l'usuale 10. ...c5) nella variante Chigorin della partita spagnola (1. e4 e5 2. Cf3 Cc6 3. Ab5 a6 4. Aa4 Cf6 5. 0-0 Ae7 6. Te1 b5 7. Ab3 d6 8. c3 0-0 9. h3 Ca5 10. Ac2 d5!?).
Ha raggiunto il punteggio Elo FIDE più alto in agosto 2014, con 2659 punti.